# Abdómen

Comparação entre partes do corpo humano e de um insecto.

Em muitos vertebrados, o abdómen (português europeu) ou abdômen (português brasileiro) (também conhecido por abdome, embora com menor uso), vulgarmente designado de barriga, é uma parte do corpo situada entre o tórax e a pelve. No seu interior encontra-se a cavidade abdominal, que contém a maior parte das vísceras.
Nos artrópodes é a secção mais distal do corpo, situando-se após o tórax ou cefalotórax. Em muitos dos animais restantes do grupo Bilateria, ou seja, aqueles que apresentam simetria bilateral, como os moluscos e vermes, o abdómen é igualmente parte do tronco, geralmente a parte posterior, onde se situa o ânus e, muitas vezes, órgãos de locomoção.

## Corpo humano
No ser humano, as paredes do abdómen são formadas e sustentadas em grande parte apenas por músculos, com excepção da parte posterior onde também existe uma infraestrutura óssea formada por vértebras, e de uma porção superior que inclui as costelas da 9.ª à 12.ª.
O abdómen contém uma grande cavidade, a cavidade abdominal, que se continua inferiormente como cavidade pélvica, e é separada superiormente da cavidade torácica pelo diafragma, embora este permita a passagem de estruturas tais como a aorta, a veia cava inferior e o esófago. Tanto a cavidade abdominal como a cavidade pélvica são revestidas por uma membrana serosa designada por peritoneu parietal, que é contínua com o peritoneu visceral que reveste os órgãos.
Órgãos abdominais:
- Sistema digestivo: Estômago, intestino delgado, intestino grosso com ceco e apêndice
- órgãos acessórios do sistema digestivo: Fígado, vesícula biliar e pâncreas
- Sistema urinário: Rins e ureteres
- Outros órgãos: Baço

Outros órgãos, tais como o útero, os ovários ou a bexiga, não se encontram dentro da cavidade abdominal propriamente dita, e fazem parte da pelve.
Músculos posteriores da parede abdominal:
- Pilares do diafragma
- Psoas maior e menor
- Ilíaco
- Quadrado lombar

Linhas superficiais da frente do tórax e abdômen

Laterais (continuam-se medialmente através de aponevroses):
- Oblíquo externo
- Oblíquo interno
- Transverso abdominal

Músculos anteriores da parede abdominal:
- Reto abdominal

Divisões externas da parede do abdômen:
- Hipocôndrio direito
- Hipocôndrio esquerdo
- Epigástrio
- Flanco direito
- Flanco esquerdo
- Mesogástrio
- Fossa ilíaca direita
- Fossa ilíaca esquerda
- Hipogástrio